# سارة كيريغان
سارة لويس كيريغان (بالإنجليزية: Sarah Louise Kerrigan)‏ هي شخصية خيالية من لعبة ستار كرافت تم تطويرها من قبل شركة بليزارد إنترتينمنت وإنشائها من قبل كريس متزين و جيمس فيني، قامت الممثلة تريسيا هيلفر بأداء دورها في الألعاب.